# Liste der Bodendenkmale in Suhlendorf
In der Liste der Bodendenkmale in Suhlendorf sind alle Bodendenkmale der niedersächsischen Gemeinde Suhlendorf aufgelistet. Die Quelle ist der Denkmalatlas Niedersachsen. Der Stand der Liste ist der 21. Juli 2024.

## Allgemein
In den Spalten finden sich folgende Informationen des Bodendenkmales :
- Lage        : geographische Koordinaten
- Bezeichnung : Bezeichnung lt. Denkmalatlas
- Beschreibung: Beschreibung lt. Denkmalatlas
- ID          : Objekt-ID
- Bild        : Bild, ggf. zusätzlich mit Link zu weiteren Fotos im Medienarchiv Wikimedia Commons.

## Batensen
| Lage                        | Bezeichnung            | Beschreibung                                                                  | ID       | Bild |
| --------------------------- | ---------------------- | ----------------------------------------------------------------------------- | -------- | ---- |
| 52° 57′ 9″ N, 10° 46′ 41″ O | Batensen 4, Grabhügel  | Dm. 21 m und H. 1,5 m. Von Weg angeschnitten.                                 | 32205029 | BW   |
| 52° 57′ 4″ N, 10° 47′ 5″ O  | Batensen 5, Grabhügel  | Kräftig gewölbt, Dm. 18 m und H. 1,4 m. Teilweise von Schneise überschnitten. | 32204645 | BW   |
| 52° 57′ 9″ N, 10° 46′ 54″ O | Batensen 6, Grabhügel  | Dm. 16 m und H. 1,2 m.                                                        | 32204646 | BW   |
| 52° 57′ 7″ N, 10° 46′ 58″ O | Batensen 12, Grabhügel | Dm. 10 m und H. 0,8 m. In der Kuppe alte Eingrabung.                          | 33802618 | BW   |

## Dalldorf
| Lage                         | Bezeichnung            | Beschreibung | ID       | Bild |
| ---------------------------- | ---------------------- | --- | -------- | ---- |
| 52° 56′ 53″ N, 10° 49′ 52″ O | Dalldorf 2, Landwehr   | Die Landwehr mit der Bezeichnung „Landgraben“ verlief früher von dem durch Grabau fließenden Bach südlich an Dalldorf vorbei mindestens 2 km in Richtung Osten im Bereich des heutigen Landgrabenweges; das ursprüngliche östliche Ende ist unklar. In Blatt 86 der Kurhannoverschen LA von 1775 auf ca. 1900 m Länge verzeichnet. Westlicher Teil weitgehend eingeebnet und kaum noch zu erkennen, östlicher Teil auf gut 800 m Länge erhalten. Die Landwehr besteht aus einem etwa 7 m breiten und 0,8–1,2 m hohen Wall, der unterschiedlich erhalten und stellenweise fast ganz weggegraben ist und auf seiner Nordseite aus einem wechselnd 2 bis 4 m breiten und durchschnittlich 0,5 m tiefen Graben begleitet wird. | 32205625 | BW   |
| 52° 57′ 10″ N, 10° 49′ 54″ O | Dalldorf 3, Grabhügel  | Kräftig gewölbt, Dm. 10 m und H. 1,6 m. Oberfläche unregelmäßig und Mitte eingesunken. | 32208213 | BW   |
| 52° 57′ 10″ N, 10° 49′ 55″ O | Dalldorf 9, Grabhügel  | Klein, flach gewölbt, Dm. 8 m und H. 0,4 m. | 32208591 | BW   |
| 52° 57′ 10″ N, 10° 49′ 56″ O | Dalldorf 10, Grabhügel | Flach gewölbt, Dm. 10 m und H. 0,8 m. | 32208592 | BW   |
| 52° 56′ 34″ N, 10° 50′ 38″ O | Dalldorf 15, Grabhügel | Kräftig gewölbt, Dm. 11 m und H. 0,75 m. Ränder abgesetzt. | 32205030 | BW   |

## Grabau
| Lage                         | Bezeichnung         | Beschreibung                                                            | ID       | Bild |
| ---------------------------- | ------------------- | ----------------------------------------------------------------------- | -------- | ---- |
| 52° 56′ 14″ N, 10° 49′ 4″ O  | Grabau 1, Grabhügel | Flach gewölbt, Dm. 15 m und H. 1,0 m.                                   | 32206374 | BW   |
| 52° 56′ 28″ N, 10° 48′ 35″ O | Grabau 5, Grabhügel | Dm. 13 m und H. 0,8 m. Wird durch große rechteckige Eingrabung gestört. | 32203303 | BW   |

## Güstau
| Lage                        | Bezeichnung                    | Beschreibung                                               | ID       | Bild |
| --------------------------- | ------------------------------ | ---------------------------------------------------------- | -------- | ---- |
| 52° 54′ 1″ N, 10° 47′ 30″ O | Güstau 1, Landwehr (Teilstück) | siehe auch Liste der Bodendenkmale in Soltendieck#Bockholt | 37982499 | BW   |

## Molbath
| Lage                         | Bezeichnung           | Beschreibung                                                                                                   | ID       | Bild |
| ---------------------------- | --------------------- | --- | -------- | ---- |
| 52° 58′ 1″ N, 10° 42′ 7″ O   | Molbath 1, Grabhügel  | Flach gewölbt, Dm. 14 m und H. 1,7 m.                                                                          | 32208590 | BW   |
| 52° 58′ 1″ N, 10° 42′ 10″ O  | Molbath 2, Grabhügel  | Flach gewölbt, Dm. 14 m und H. 1,0 m.                                                                          | 32206995 | BW   |
| 52° 58′ 0″ N, 10° 42′ 11″ O  | Molbath 3, Grabhügel  | Kräftig gewölbt, ca. 22 × 19 Meter und Höhe ca. 1,80 Meter, am Nord-Rand etwas angepflügt, sonst gut erhalten. | 32206996 | BW   |
| 52° 58′ 0″ N, 10° 42′ 11″ O  | Molbath 4, Grabhügel  | | 32206997 | BW   |
| 52° 58′ 0″ N, 10° 42′ 13″ O  | Molbath 5, Grabhügel  | Dm. 9 m und H. 0,5 m.                                                                                          | 32207385 | BW   |
| 52° 58′ 0″ N, 10° 42′ 14″ O  | Molbath 6, Grabhügel  | Dm. 13 m und H. 1,0 m.                                                                                         | 32207386 | BW   |
| 52° 58′ 0″ N, 10° 42′ 12″ O  | Molbath 9, Grabhügel  | Dm. 19 m und H. 0,8 m.                                                                                         | 32207387 | BW   |
| 52° 57′ 59″ N, 10° 42′ 7″ O  | Molbath 10, Grabhügel | Dm. 13 m und H. 1,0 m.                                                                                         | 32207503 | BW   |
| 52° 57′ 59″ N, 10° 42′ 7″ O  | Molbath 11, Grabhügel | Dm. 10 m und H. 1,2 m. Ränder laufen flach aus.                                                                | 32207504 | BW   |
| 52° 58′ 0″ N, 10° 42′ 7″ O   | Molbath 12, Grabhügel | Dm. 17 m und H. 1,1 m.                                                                                         | 32207759 | BW   |
| 52° 58′ 0″ N, 10° 42′ 9″ O   | Molbath 13, Grabhügel | Kräftig gewölbt, Dm. 17 m und H. 1,3 m.                                                                        | 32207760 | BW   |
| 52° 58′ 1″ N, 10° 42′ 6″ O   | Molbath 14, Grabhügel | Dm. 20 m und H. 1,7 m.                                                                                         | 32207505 | BW   |
| 52° 58′ 6″ N, 10° 42′ 21″ O  | Molbath 15, Grabhügel | Dm. 19 m und H. 2,0 m.                                                                                         | 32207761 | BW   |
| 52° 57′ 57″ N, 10° 42′ 9″ O  | Molbath 19, Grabhügel | | 32208120 | BW   |
| 52° 57′ 59″ N, 10° 42′ 12″ O | Molbath 24, Grabhügel | Dm. 13 m und H. 1,0 m, an Nord-Seite etwas angegraben.                                                         | 32208119 | BW   |
| 52° 57′ 59″ N, 10° 42′ 19″ O | Molbath 25, Grabhügel | Kräftig gewölbt, Dm. 15 m und H. 1,3 m, am Süd-Bereich abgegraben.                                             | 32208121 | BW   |
| 52° 58′ 1″ N, 10° 43′ 27″ O  | Molbath 29, Grabhügel | | 32207662 | BW   |
| 52° 58′ 16″ N, 10° 42′ 14″ O | Molbath 33, Grabhügel | Dm. 10 m und H. 0,6 m.                                                                                         | 32203304 | BW   |

## Rassau
| Lage                         | Bezeichnung          | Beschreibung                                         | ID       | Bild |
| ---------------------------- | -------------------- | ---------------------------------------------------- | -------- | ---- |
| 52° 57′ 57″ N, 10° 42′ 2″ O  | Rassau 1, Grabhügel  |                                                      | 32208737 | BW   |
| 52° 57′ 56″ N, 10° 41′ 59″ O | Rassau 4, Grabhügel  | Dm. 9 m und H. 0,8 m.                                | 32208736 | BW   |
| 52° 57′ 56″ N, 10° 42′ 0″ O  | Rassau 5, Grabhügel  | Dm. 11 m und H. 1,0 m.                               | 32207041 | BW   |
| 52° 57′ 56″ N, 10° 42′ 1″ O  | Rassau 14, Grabhügel | Flach gewölbt, oval, Größe ca. 11 × 9 m, Höhe 1,0 m. | 32207042 | BW   |

## Schliekau
| Lage                         | Bezeichnung              | Beschreibung                                                              | ID       | Bild |
| ---------------------------- | ------------------------ | ------------------------------------------------------------------------- | -------- | ---- |
| 52° 56′ 33″ N, 10° 42′ 15″ O | Schlieckau 9, Grabhügel  |                                                                           | 32208738 | BW   |
| 52° 56′ 34″ N, 10° 42′ 16″ O | Schlieckau 10, Grabhügel |                                                                           | 32209348 | BW   |
| 52° 56′ 34″ N, 10° 42′ 19″ O | Schlieckau 12, Grabhügel | Dm. 9 m und H. 0,6 m.                                                     | 32209349 | BW   |
| 52° 56′ 33″ N, 10° 42′ 19″ O | Schlieckau 13, Grabhügel | Dm. 12 m und H. 0,5 m.                                                    | 32209350 | BW   |
| 52° 56′ 32″ N, 10° 42′ 20″ O | Schlieckau 14, Grabhügel |                                                                           | 32209458 | BW   |
| 52° 56′ 33″ N, 10° 42′ 21″ O | Schlieckau 15, Grabhügel | Dm. 9 m und H. 0,5 m. Daneben große, tiefe Grube.                         | 32209459 | BW   |
| 52° 56′ 34″ N, 10° 42′ 22″ O | Schlieckau 16, Grabhügel | Dm. 9 m und H. 0,5 m.                                                     | 32209460 | BW   |
| 52° 56′ 32″ N, 10° 42′ 21″ O | Schlieckau 17, Grabhügel |                                                                           | 32209953 | BW   |
| 52° 56′ 32″ N, 10° 42′ 24″ O | Schlieckau 23, Grabhügel | Dm. 13 m und H. 0,9 m. Ränder gut abgesetzt.                              | 32207043 | BW   |
| 52° 56′ 33″ N, 10° 42′ 24″ O | Schlieckau 24, Grabhügel | Dm. 9 m und H. 0,4 m. Ränder gut abgesetzt und Oberfläche leicht gestört. | 32209955 | BW   |
| 52° 56′ 44″ N, 10° 42′ 21″ O | Schlieckau 25, Grabhügel | Dm. 15 m und H. 0,4 m. Von Waldweg überzogen.                             | 32207663 | BW   |
| 52° 56′ 44″ N, 10° 42′ 16″ O | Schlieckau 26, Grabhügel | Dm. 12,5 m und H. 0,7 m. Von Waldweg angeschnitten.                       | 32203305 | BW   |
| 52° 56′ 33″ N, 10° 42′ 19″ O | Schlieckau 27, Grabhügel |                                                                           | 32209976 | BW   |

## Wellendorf
| Lage                         | Bezeichnung                         | Beschreibung | ID       | Bild |
| ---------------------------- | ----------------------------------- | --- | -------- | ---- |
| 52° 57′ 41″ N, 10° 43′ 37″ O | Wellendorf 1, Grabhügel             | Dm. 10 m und H. 0,3 m. | 32205148 | BW   |
| 52° 57′ 40″ N, 10° 43′ 32″ O | Wellendorf 2, Grabhügel             | Dm. 17 m und H. 0,25 m. | 32209834 | BW   |
| 52° 57′ 49″ N, 10° 43′ 55″ O | Wellendorf 3, Grabhügel             | | 32209954 | BW   |
| 52° 57′ 50″ N, 10° 43′ 59″ O | Wellendorf 6, Grabhügel             | | 32209367 | BW   |
| 52° 56′ 47″ N, 10° 44′ 13″ O | Wellendorf 7, Grabhügel             | Dm. 17 m und H. 0,25 m. | 32207664 | BW   |
| 52° 56′ 16″ N, 10° 44′ 13″ O | Wellendorf 10, Landwehr             | Die Anlage ist bereits auf Blatt 86 der Kurhannoverschen Landesaufnahme von 1775 verzeichnet, sie hat dort eine Länge von ca. 940 m. Sie begann im SW am Rande des Schwarzen Moores und reichte im NO nicht (mehr) ganz bis an den Rand der Niederung westl. von Groß Ellenberg. | 32206687 | BW   |
| 52° 56′ 11″ N, 10° 43′ 58″ O | Wellendorf 10, Landwehr (Teilstück) | | 38610013 | BW   |